# 藍田站後備行車隧道

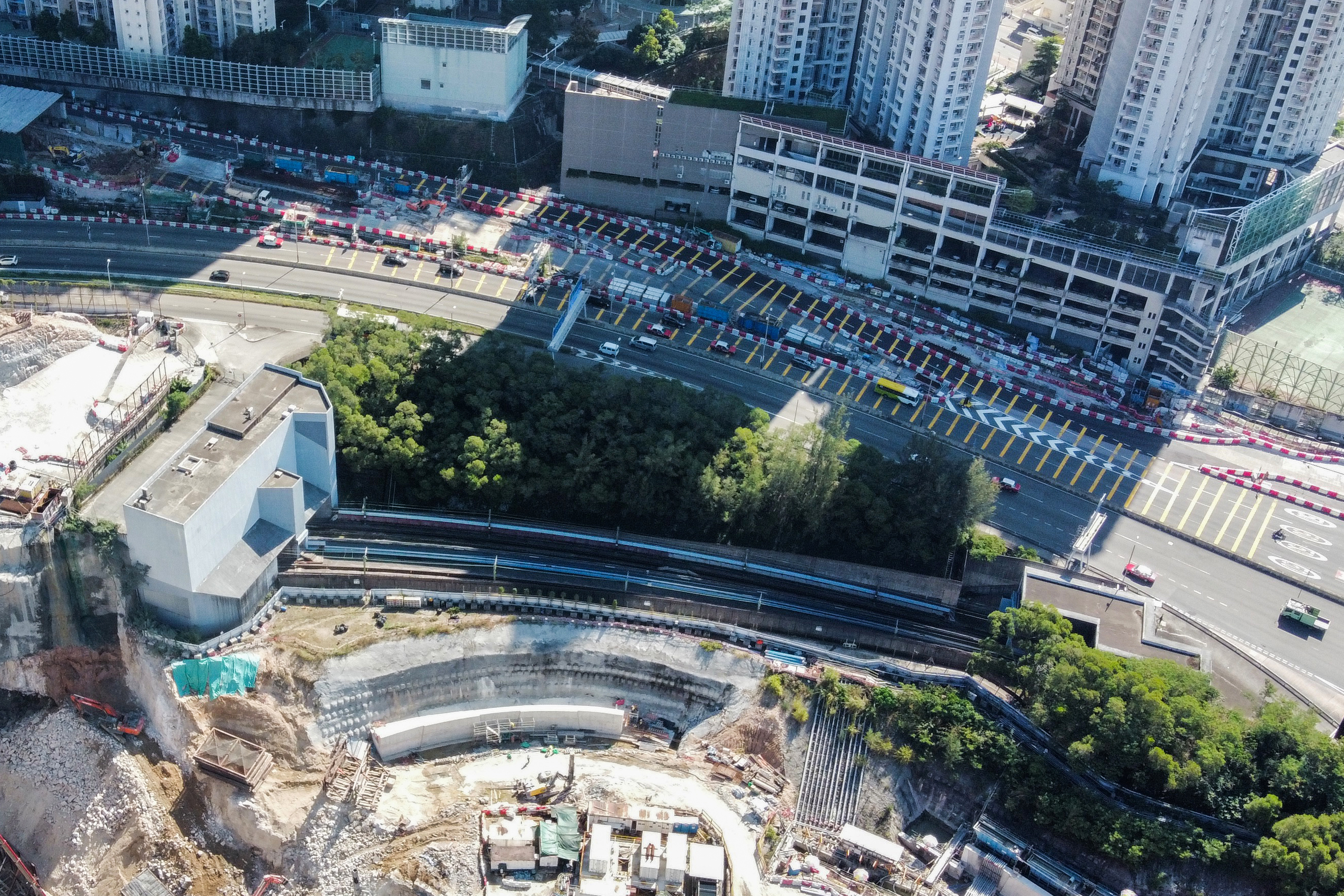
從高處航拍藍田站後備行車隧道

藍田站後備行車隧道（英語：Lam Tin Station Reserve Track Crossing）是香港港鐵一段不再作日常行車用的路軌。這段路軌原本是觀塘綫藍田站接駁來往東區海底隧道及鰂魚涌站的軌道。

## 沿革
此路段隨東區海底隧道啟用及觀塘綫服務範圍於1989年8月6日起由觀塘站經藍田站伸延到香港島的鰂魚涌站而正式投入服務，由熊谷組負責興建。直至將軍澳綫於2002年8月投入服務後，觀塘綫不再過海及改以調景嶺站為總站，此段接駁藍田站到東區海底隧道的軌道失去了日常運作的用途。但是當年地鐵公司並無拆卸之，反而得以保留並命名為「藍田站後備行車隧道」。
此路段最大特色是位於東區海底隧道收費廣場巴士站旁的軌道屬於露天部份，乘客可以一望車外景色。
亦由於此段成為後備行車隧道後，現時港鐵公司已對此線減少保養，日常只作維修、車長訓練及後備行車線使用，以及將此段後備行車隧道的車速限制降為時速50公里。

## 行車隧道資料
- 雙綫區間：全綫
- 電化區間：全綫（1500伏特的直流電）
- 閉塞方式：車內訊號閉塞式（ATP）
- 列車行駛速度：最高時速50公里[1]
- 用車：港鐵市區綫現代化列車、港鐵市區綫韓製列車、港鐵市區綫中國製列車、港鐵市區綫願景列車[2]
- 相關車站：藍田站、油塘站、鰂魚涌站

## 使用情況
- 2013年12月16日中午12時40分，將軍澳綫調景嶺站架空電纜爆炸，油塘站至寶琳站及康城站服務癱瘓。[3]港鐵抽調觀塘綫列車，以梅花間竹的方式提供有限度將軍澳綫過海服務。觀塘綫全線每4分鐘一班列車，並以觀塘站作終點站；每隔8分鐘便會有一班的列車便會繼續駛往藍田站，並在接載乘客後使用此後備行車隧道直接駛往鰂魚涌站，以北角站作終點站（即等同將軍澳綫尚未通車時的觀塘線）。此安排一直維持至當天下午5時35分，直至架空電纜維修完成。
- 此外，車長訓練時都會行走。

## 其他
值得一提，每當列車行經藍田站後備行車隧道前往港島時，都會由觀塘綫的上行路軌駛入將軍澳綫的下行路軌；同樣地，每當列車行經此隧道前往九龍時，都會由將軍澳綫的上行路軌駛入觀塘綫的下行路軌。這樣，由於上、下行問題，列車就會出現雙車頭（下行路線使用雙數車卡為頭卡）的情況。
另外，於日間在東隧北行的雙層巴士的上層左邊座位，可以看見藍田站後備行車隧道的露天部份。

## 外部連結
- 香港鐵路大典上的相关条目：藍田站後備行車隧道